# Canthon bicolor
Canthon bicolor är en art av skalbagge som beskrevs av Francis de Laporte de Castelnau 1840. Den ingår i släktet Canthon och familjen bladhorningar. Inga underarter finns listade.